# Leonhard Wisbach

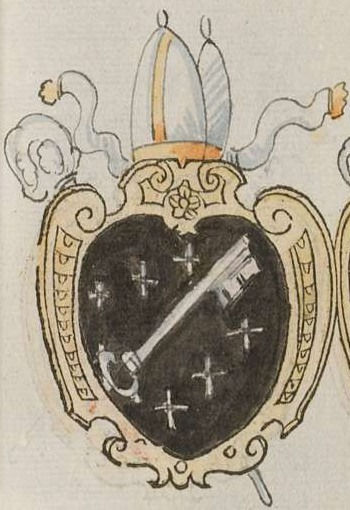
Wappen des Bistums Worms

Leonhard Wisbach (* im 15. Jahrhundert; † vor 1500) war Dominikaner und von 1480 bis zu seinem Tode (vor 1500) Weihbischof des Bistums Worms sowie Titularbischof von Sudak.

## Leben und Wirken
Wisbach gehörte dem Straßburger Dominikanerkonvent an und hatte am 29. Januar 1475 seinen Baccalaureus biblicus erworben. Ab 8. Januar 1476 studierte er unter Nicolaus Matz Theologie an der Universität Freiburg. Hier erhielt er am 10. November 1477 das theologische Lizenziat und promovierte am 27. August 1478 zum Doctor theologiae. Seine Freiburger Kommilitonen waren der Augsburger und spätere Straßburger bzw. Konstanzer Domherr Graf Heinrich VII. von Montfort-Rothenfels (1456–1512), sowie dessen jüngerer Bruder Hugo XV. von Montfort-Rothenfels-Wasserburg († 1519).
Bischof Reinhard I. von Sickingen berief Leonhard Wisbach 1480 zum Wormser Weihbischof und Papst Sixtus IV. ernannte ihn daraufhin zum Titularbischof von Sudak auf der Krim. Die Bischofsweihe empfing er am 28. Oktober 1480 in der  deutschen Nationalkirche Santa Maria dell’Anima zu Rom. Nach dem Tod von Bischof Reinhard I. (1482) versah er sein Amt auch unter dem Nachfolger Johann III. von Dalberg. Laut Grabinschrift war Wisbach zudem der Stellvertreter seines Fürstbischofs in geistlichen Angelegenheiten (Generalvikar). 
Er starb noch vor 1500 und wurde im Wormser Dom beigesetzt; Georg Helwich und Johann Friedrich Schannat überliefern Aussehen und Ort des Grabes. Bei beiden ist vom Sterbejahr nur die Jahrhundertangabe genannt, da der Rest der Zahl unleserlich war.